# Euperilampus aureicornis
Euperilampus aureicornis är en stekelart som beskrevs av Darling 1983. Euperilampus aureicornis ingår i släktet Euperilampus och familjen gropglanssteklar. Inga underarter finns listade i Catalogue of Life.